# Otto Braun

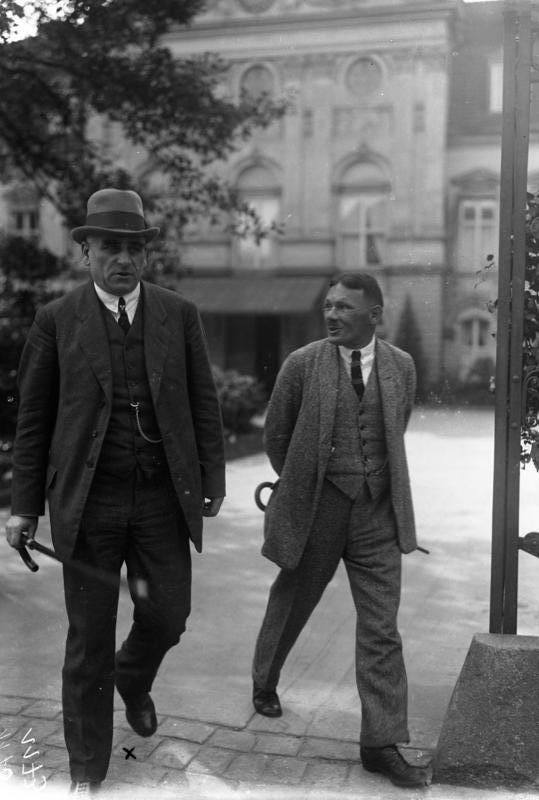
Prim-ministrul prusac Otto Braun (stânga) în 1925

Otto Braun (n. 28 ianuarie 1872, Königsberg — d. 5 decembrie 1955, Locarno, Elveția) a fost un politician german, membru al partidului SPD (social-democrat) în timpul Republicii de la Weimar. Ca prim-ministru al Prusiei, Braun s-a preocupat intens de constituirea ca republică a monarhiei prusace. În contrast cu rezultatele politicii monarhiștilor prusaci, el reușește să realizeze în Prusia un regim de conducere stabil. În timpul lui, regimul propagă o politică democrată cu trecere la o administrație publică. Braun este supranumit frecvent „țarul roșu al Prusiei”, cu toate că nu avea convingeri comuniste. El a căutat să ducă o politică hotărâtă de reformare a țării, politică controversată dar care respecta limitele legale. După preluarea puterii politice de către Adolf Hitler, rezultatele politicii sale vor fi spulberate de dictatură.
1. ↑  Otto Braun, Filmportal.de, accesat în 9 octombrie 2017
2. ↑  Otto Braun, SNAC, accesat în 9 octombrie 2017
3. ↑  Otto Braun, Munzinger Personen, accesat în 9 octombrie 2017
4. ↑  Otto Braun, Brockhaus Enzyklopädie
5. ↑  Otto Braun, Encyclopædia Britannica Online, accesat în 9 octombrie 2017
6. ↑  „Otto Braun”, Gemeinsame Normdatei, accesat în 10 decembrie 2014
7. ↑  „Otto Braun”, Gemeinsame Normdatei, accesat în 30 decembrie 2014
8. ↑  Czech National Authority Database, accesat în 1 martie 2022